# Niećwierk puklerzówka
Niećwierk puklerzówka (Cyrtaspis scutata) – gatunek owada prostoskrzydłego zaliczanego do nadrzewkowatych (Meconematinae). Trudny do zaobserwowania ze względu na nadrzewny tryb życia.
Występuje w zachodniej części obszaru śródziemnomorskiego – w południowo-zachodniej Europie i północno-zachodniej Afryce. W Polsce stwierdzony został jako gatunek synantropijny, nie występuje w stanie naturalnym. Został zawleczony z transportem roślin cieplarnianych. Wykazano go w latach 20. XX wieku (przed 1926) jako Cyrtaspis variopicta Costa, 1860 z cieplarni Ogrodu Botanicznego w Poznaniu. Od połowy XX wieku nie potwierdzono jego występowania w kraju.